# Mako Iwamatsu
Mako Iwamatsu ( マコ岩松 Mako Iwamatsu ? ), født Makoto Iwamatsu ( 岩松信 Iwamatsu Makoto ? ) (født 10. december 1933, død 21. juli 2006) var en japansk-amerikansk skuespiller. Mange af hans roller krediterede ham simpelthen som "Mako", ved at undlade hans efternavn.
Mako blev født i Kobe i Japan, som søn af børnebogsforfatteren og illustratoren Taro Yashima. Hans forældre flyttede til USA, da han var et lille barn. Han kom dem dertil efter 2. verdenskrig i 1949, og sluttede sig til militæret i 1950'erne. Han blev en naturaliseret amerikansk statsborger i 1956. Da Mako sluttede sig til sine forældre i USA, studerede han arkitektur. Under sin værnepligt, opdagede han sit teatralske talent, og uddannet sig på Pasadena Community Playhouse.
Mako var gift med skuespillerinden Shizuko Hoshi, med hvem han fik to døtre (begge skuespillerinder) og tre børnebørn.
Han blev nomineret til en Oscar for bedste mandlige birolle for sin rolle i filmen The Sand Pebbles fra 1966.
Han spillede guiden Akiro, overfor Arnold Schwarzenegger i de to Conan-film Conan the Barbarian og Conan the Destroyer og Jackie Chan 's onkel / sifu i Chan's første amerikanske film The Big Brawl.
Han var den engelske stemme til den onde dæmon Aku i den animerede serie Samurai Jack.
Mako har en film stjerne på Hollywood Walk of Fame på 7095 Hollywood Boulevard.